# 堀込泰行
堀込 泰行（ほりごめ やすゆき、1972年5月2日 - ）は、日本のシンガーソングライターである。埼玉県坂戸市出身。キリンジの元メンバー。

## 略歴
- 西武学園文理高校卒業。
- 亜細亜大学国際関係学部卒業。
- 1996年、兄の堀込高樹とキリンジ結成。1998年にメジャーデビューを果たす。
- 2005年、ソロ・プロジェクト「馬の骨」[注釈 1]としての活動を開始。
- 2013年4月12日、コンサートツアー「KIRINJI TOUR 2013」最終公演をもってキリンジを脱退した[2]。
- キリンジ脱退直後は、他のアーティストのライブへの客演やイベント等の出演が続いていたが、2014年7月、大阪・東京で初の単独ライブを行うことが発表され、また同年11月に配信限定シングル「ブランニュー・ソング」をリリースした。

## 人物
- 大のホッピー好きであると言われていたが、実はそうではなくダイエット目的としてビールの代わりに飲んでいた時期もあった。
- 高校時代はフォークソング部の部長を務め、当時からプロのミュージシャンを目指していた。バンドではレインボー、デフ・レパードなどのハードロックを演奏していた。
- クイーンを初めて聴いた時に衝撃をおぼえ、大ファンとなり実家ではたくさんのレコードジャケットを部屋中に飾っていた。また、それが縁で映画『ボヘミアン・ラプソディ』の試写会に招待されている。

## ディスコグラフィー

### 「馬の骨」名義

#### シングル
- 燃え殻 / Red light, Blue light, Yellow light［2005年6月22日］
  1. 燃え殻
  2. Red light, Blue light, Yellow light
- センチメンタル・ジャーニー［2005年9月7日］
  1. センチメンタル・ジャーニー
  2. Red light, Blue light, Yellow light (Hiroyasu Yano Remix)
  3. センチメンタル・ジャーニー(カラオケ)
  4. Red light, Blue light, Yellow light (Hiroyasu Yano Remix Track)
- クモと蝶［2009年9月9日］配信限定シングル
  1. クモと蝶

#### アルバム
- 馬の骨［CD:2005年9月21日 / ANALOG:2017年3月22日］
  1. MY STOVE'S ON FIRE
  2. 最低速度を守れ!
  3. センチメンタル・ジャーニー
  4. 燃え殻(ファイル)
  5. 枯れない泉
  6. I WANT YOU, I NEED YOU, I LOVE YOU
  7. インタールード
  8. PING&PONG
  9. Red light, Blue light, Yellow light (Album Version)
  10. 季節の最後に
  11. 少しでいいのさ
  12. MY STOVE'S ON FIRE(Reprise)
- RIVER［CD:2009年10月21日 / ANALOG:2017年3月22日］
  1. Fine Play
  2. クモと蝶
  3. Chewing Gum On The Street
  4. Carol
  5. 遠い季節
  6. Someday, Somewhere, Somebody
  7. だれかの詩
  8. Snow
  9. River
  10. To Be Continued

### 「堀込泰行」名義

#### シングル
- ブランニュー・ソング［配信:2014年11月19日 / ANALOG:12月19日］
  1. ブランニュー・ソング

- エイリアンズ（Lovers Version）［配信・ANALOG 2017年8月9日］
  1. エイリアンズ（Lovers Version）
  2. エイリアンズ（Dub Version)[3]

- EYE ［限定7-inchアナログ：2017年11月3日］
  1. EYE (+D.A.N.)
  2. EYE [Instrumental] (+ D.A.N.)

#### EP
- GOOD VIBRATIONS［CD・ANALOG 2017年11月22日］
  1. EYE  + D.A.N.
  2. THE FLY  + tofubeats
  3. バース・コーラス  + □□□
  4. Beautiful Dreamers  + シャムキャッツ
  5. Dependent Dreamers  + WONK
  6. エイリアンズ（Lovers Version） + The New Shoes

- GOOD VIBRATIONS ２［CD・ANALOG 2020年5月13日］
  1. Sunday in the park + STUTS
  2. 強く優しく + TENDRE
  3. 蟻と惑星(プラネット) +machìna
  4. スウィートソウル(Lovers Version) + LITTLE TEMPO
  5. サンシャインガール + SKIRT

- 星屑たち［配信・会場限定 2023年8月16日］
  1. 涙は星屑のように
  2. アメリカン・クラッカー（Self Cover）
  3. スウィートソウル（Self Cover）
  4. WHAT A BEAUTIFUL NIGHT（Self Cover）
  5. だれかの詩（Self Cover）

参加者：小池龍平（ガットギター）、田村玄一（ペダルスティール）、千ヶ崎学（コントラバス）

#### アルバム
- ”Choice” by 堀込泰行［CD:2016年4月20日］Billboard Records
  1. Cruel To Be Kind (Nick Lowe)
  2. Rich Girl (Hall & Oates)
  3. Copacabana (Barry Manilow)
  4. Light My Fire (The Doors)
  5. I Can’t Tell You Why (Eagles)
  6. So Far Away (Carole King)
  7. Oh Pretty Woman (Roy Orbison)
  8. This Masquerade (Leon Russell)
  9. It’s Not Unusual (Tom Jones)
  10. Tie A Yellow Ribbon Round The Ole Oak Tree (Tony Orlando & Dawn)
- One［CD:2016年10月19日 / ANALOG:12月15日］
  1. New Day
  2. Shiny
  3. Waltz
  4. Wah Wah Wah
  5. ブランニュー・ソング
  6. Jubilee
  7. さよならテディベア
  8. Buffalo
  9. 最後の週末
  10. 僕らのかたち
- What A Wonderful World［CD / ANALOG:2018年10月10日］
  1. WHAT A BEAUTIFUL NIGHT
  2. スクランブルのふたり
  3. HIGH ＆ LOW
  4. home sweet home
  5. Destiny
  6. 砂漠に咲く花
  7. 足跡
  8. 泥棒役者
  9. Cheers!

- FRUITFUL ［CD / ANALOG:2021年4月21日］
  1. Stars
  2. Here, There And Everywhere
  3. 光線
  4. 5月のシンフォニー
  5. Sunday Driver
  6. 君と僕
  7. マイガール・マイドリーム
  8. 涙をふいて
  9. Stars（reprise）

## 楽曲提供
- 作曲 かせきさいだぁ≡「風化の頃」（1998年8月21日発売のアルバム『SKY NUTS』に収録）
- 作曲 Heaco「Winter Lovely Day」（1999年11月20日発売のアルバム『One Fine Day』に収録）
- 作曲 ブレッド&バター「レイン of ラブ」（2001年6月20日発売の『HOT! CLOUD 9』に収録）
- 作曲 Keyco「ハルニレ」（2002年2月6日発売のシングル「ハルニレ」に収録）
- 作曲 山下久美子「ビタミン」（2002年5月22日発売のシングル「恋が死ぬ / ビタミン」に収録）
- 作曲 松たか子「愛が私に教えてくれたこと」（2003年2月19日発売のアルバム『home grown』に収録）
- 作曲 畠山美由紀「若葉の頃や」（2006年4月5日発売のアルバム『リフレクション』に収録）
- 作曲 bird「記憶の水槽」（2006年10月4日発売のアルバム『BREATH』に収録）
- 作曲 鈴木亜美 joins キリンジ「それもきっとしあわせ」（2007年3月14日発売のシングル「それもきっとしあわせ」に収録）
- 作曲 MY LITTLE LOVER「jelly fish」（2007年8月22日発売のシングル「dreamy success」に収録）
- 作詞・作曲 南波志帆「サンダル」（2008年11月18日発売のミニアルバム「はじめまして、私。」に収録）
- 作曲 南波志帆「オーロラに隠れて」（2010年12月1日発売のシングル「オーロラに隠れて」に収録）
- 作曲 一青窈「マフラー」（2012年6月27日発売のアルバム『一青十色』に収録）
- 作曲 ハナレグミ「無印良人」（2015年8月19日発売のアルバム『What are you looking for』に収録）
- 作曲 安藤裕子「夢告げで人」（2016年3月2日発売のアルバム『頂き物』に収録）
- 作曲 ハナレグミ「ブルーベリーガム」（2017年10月25日発売のアルバム『SHINJITERU』に収録）
- 作曲 YUKI「ただいま」（2019年2月6日発売のアルバム『forme』に収録）
- 作曲 おかもとえみ「僕らtruth」（2019年10月9日発売のアルバム『gappy』に収録）
- 作詞・作曲 坂本真綾「火曜日」（2019年11月27日発売のアルバム『今日だけの音楽』に収録）
- 作詞・作曲・編曲 Kaede「花束」（2020年1月1日発売のアルバム『今の私は変わり続けてあの頃の私でいられてる。』に収録）
- 作曲 早見沙織「遊泳」（2020年3月25日発売のミニアルバム「シスターシティーズ」に収録）
- 作詞・作曲 月ノ美兎「部屋とジャングル」（2021年8月11日発売のアルバム『月の兎はヴァーチュアルの夢をみる』に収録）[4]
- 作詞・作曲 藤井隆「ヘッドフォン・ガール -翼が無くても- 」（2022年3月8日発売の配信シングル「ヘッドフォン・ガール -翼が無くても- 」に収録）[5]

## 参加作品

### ヴォーカル、コーラス
- 『4D RAVEN』-青山陽一「Bugcity」（2001年6月6日発売）収録。
- ミズモトアキラ featuring 堀込泰行『Fairground』-ミズモトアキラ「A.M.」（2002年9月28日発売）収録。
- 堀込泰行・ハナレグミ・畠山美由紀『真冬物語』（2004年1月1日発売）
- 『空想絵画 FEAT. 堀込泰行』-トベタ・バジュン「青い蝶」(2008年11月05日発売)収録。
- 『FOOLS FALL IN LOVE sings with 堀込泰行』-土岐麻子「TOUCH」(2009年01月14日発売)収録。
- 『Breezin’ feat. Yasuyuki Horigome』- FreeTEMPO「Life」（2010年3月10日発売）収録。
- 『Seaside Heaven 3000 feat. 堀込泰行』-MACHO ROBOT「SPACE DRIVE」(2011年8月10日発売)収録。
- 『未完成(feat. 堀込泰行)』『逆光のせい(reprise / feat. 堀込泰行)』-Mellowhead「Kanata」(2015年4月22日発売)収録。
- 『口笛は春の雨』（2014年「HARCOの春フェス」ソング。堀込泰行、杉瀬陽子との共作）-HARCO「ゴマサバと夕顔と空心菜」(2015年4月22日発売)収録。
- 『旅をしませんか』（リメイク版）（「江ノ島電鉄」、台湾「台湾鉄路管理局 平渓線」の観光プロモーション曲）-空気公団(2015年5月27日配信)収録。
- 『五月雨二鳥』（作曲、コーラス）-杉瀬陽子「肖像」(2015年7月15日発売)収録。
- 『金曜日のヴィーナス feat. 堀込泰行』-流線形／一十三十一「Talio」（2020年11月11日）収録。
- 『3号線 feat. 堀込泰行』-流線形（2022年2月25日）
- 『ふたりのシルエット feat. 堀込泰行』-流線形（2022年3月25日）
- 『メロディ feat. 堀込泰行』-流線形（2022年4月29日）
- 『潮騒 feat. 堀込泰行』-流線形（2022年5月27日）
- 『インコンプリート feat. 堀込泰行』-流線形（2022年8月17日）

### CMソング、サウンドロゴ
- サッポロビール「ヱビスビール」CM「贈り物・春」篇（2006年）
- 第一生命CMソング「もしもピアノが弾けたなら」（2007年）
- サッポロビール「サッポロクラシック」CMソング「ONLY YOU」（2013年）
- ミサワホームCMソング「いついつまでも」（2014年）
- ミツカンCM「つづける黒酢」篇（2015年）

## メディア出演

### 配信ドラマ
- あなたに聴かせたい歌があるんだ 第7話（2022年5月20日、Hulu） - 来店客 役（カメオ出演）[6]